# Masato Ide
Masato Ide (井手 雅人, いで まさと Ide Masato?, n. 1 ianuarie 1920, Saga, Japonia – d. 17 iulie 1989) a fost un scenarist și romancier japonez.

## Biografie
S-a născut în 1920 în orașul Saga din prefectura Saga. A absolvit prima parte a cursului principal al Școlii Normale Toshima. După ce a lucrat ca profesor de școală elementară după război, a fost angajat în 1948 de compania de producție de film Shintōhō, lucrând în departamentele administrativ și de planificare a producției. A urmat studii sub îndrumarea lui Shin Hasegawa și a scris un roman, „Sarea pământului”, care a fost nominalizat la premiul Naoki în 1953.
A părăsit compania Shintōhō în 1954 și a lucrat ca scriitor independent. A început să colaboreze cu compania Toho la mijlocul anilor 1950. A scris scenariul filmelor The Merciless Boss: A Man Among Men (1955), cu Toshiro Mifune, pe baza unei idei a lui Ryuzo Kikushima, și Tatsu (1955) al lui Hiroshi Inagaki. În anul 1963 a început să colaboreze cu Akira Kurosawa, participând la scrierea scenariilor unor filme precum Barbă Roșie, Kagemusha și Ran.
Din 1985 până în 1989 a ocupat funcția de director general al Asociației Scenariștilor din Japonia. A murit în 1989.

## Filmografie parțială
- 1951: Sasurai no kōro
- 1951: Koi no rantan
- 1952: Musume jūku wa mada junjō yo
- 1953: Kenbei
- 1955: Dansei No. 1
- 1955: Vanished Enlisted Man (Kieta chutai)
- 1955: Gokumonchō
- 1956: Hadashi no seishun
- 1957: Kao
- 1957: Sanjūrokunin no jōkyaku
- 1957: The Loyal Forty-Seven Ronin (Dai Chūshingura)
- 1957: Ippon-gatana dohyō iri
- 1958: Point and Line (Ten to sen)
- 1960: Sake to onna to yari
- 1961: Official Gunman (Kēnju yaro ni gōyojin)
- 1961: Confessions d'une épouse (Tsuma wa kokuhaku suru)
- 1961: Yato kaze no naka o hashiru
- 1962: Man with Te Dragon Tattoo (Hana to ryu)
- 1962: Doburoku no Tatsu
- 1963: Dokuritsu kikanjūtai imada shagekichu
- 1964: Garakuta
- 1965: Goben no tsubaki
- 1965: Barbă Roșie (赤ひげ Akahige?), regizat de Akira Kurosawa[5]
- 1965: Shonin no isu
- 1966: Abare Gōemon
- 1968: Seishun
- 1968: Le Soleil de Kurobe (黒部の太陽 Kurobe no taiyō?), regizat de Kei Kumai
- 1977: Arasuka monogatari
- 1978: L'Été du démon (鬼畜 Kichiku?), regizat de Yoshitarō Nomura
- 1978: Dainamaito don don
- 1980: Kagemusha (影武者 Kagemusha?), regizat de Akira Kurosawa[6]
- 1980: Warui yatsura
- 1980: Furueru shita
- 1985: Ran (乱 Ran?), regizat de Akira Kurosawa
- 1986: Shiroi yabō
- 1987: Jirō monogatari
- 1992: Femme dans un enfer d'huile (女殺油地獄 Onna goroshi abura no jigoku?), regizat de Hideo Gosha